# Савинці (селище)
Савинці — селище в Україні, адміністративний центр Савинської селищної громади Ізюмського району Харківської області. Населення складає 2982 мешканців (2024).

## Географія
Селище Савинці розташоване за 111 км від обласного центру та 34 км від районного центру, на лівому березі річки Сіверський Донець при впадінні до неї річки Савинка, поруч сосновий ліс. За 20 км на схід розташоване місто Балаклія. На заході від селища знаходиться ландшафтний заказник «Савинська лісова дача». 
Населені пункти: Савинці, Довгалівка, Раківка і Морозівка впритул примикають один до одного. 
Через селище пролягає залізниця, станція Савинці, яка сполучає Харків з Донбасом та іншими населеними пунктами країни.

## Історія
Перші історичні відомості про Савинську слободу датуються 1671 роком.
Цікава історія виникнення і забудови селища, поява якого зв'язана з часами заселення Слобідської України, коли для охорони південних кордонів Російської держави від кримських татар створювалася військово-сторожова служба.
До виникнення селища тут існувала сторожка, де за старшого був козак Сава Рак. У разі появи татар люди розпалювали багаття, яке було видно сусіднім постам, і ті повідомляли далі: «Козаки Сави знак небезпеки подають». Отож частину Савинців, яка лежить у долині Сіверського Донця, називають Раківкою, в пам'ять козака Сави Рака.
У 1671 році на постійне поселення тут стало сто сімей «черкас» на чолі з сотником Гаврилом Могилкою. Вони збудували слободу і назвали, мабуть, теж на честь Сави — Савинською.
1679 року село стало частиною Ізюмської оборонної лінії. Князь Мажуров у 1682 році записав: «…не доїжджаючи Савинського города за версту, на Савинському броді збудований острожок (17 сажень навколо), і в тому острожку зведені сторожеві башти (8 сажен навколо), і біля того броду поставлені надовби… На Савинському городищі на броді поправлені старі надовби 160 сажен, та валом обвалені, та загорода 70 сажен. У 1672 році в Савинцях збудовано перший храм».
Тривалий час Савинці були сотенним містечком Харківського, а згодом — Ізюмського полку. На початку XIX століття було створено військове поселення, а після його скасування жителів перевели до розряду державних селян, кріпаками вони не були. Але більшість населення жила у великих злиднях і йшла у найми до поміщиків та заможних селян або на заробітки в Таврію та на Кубань.

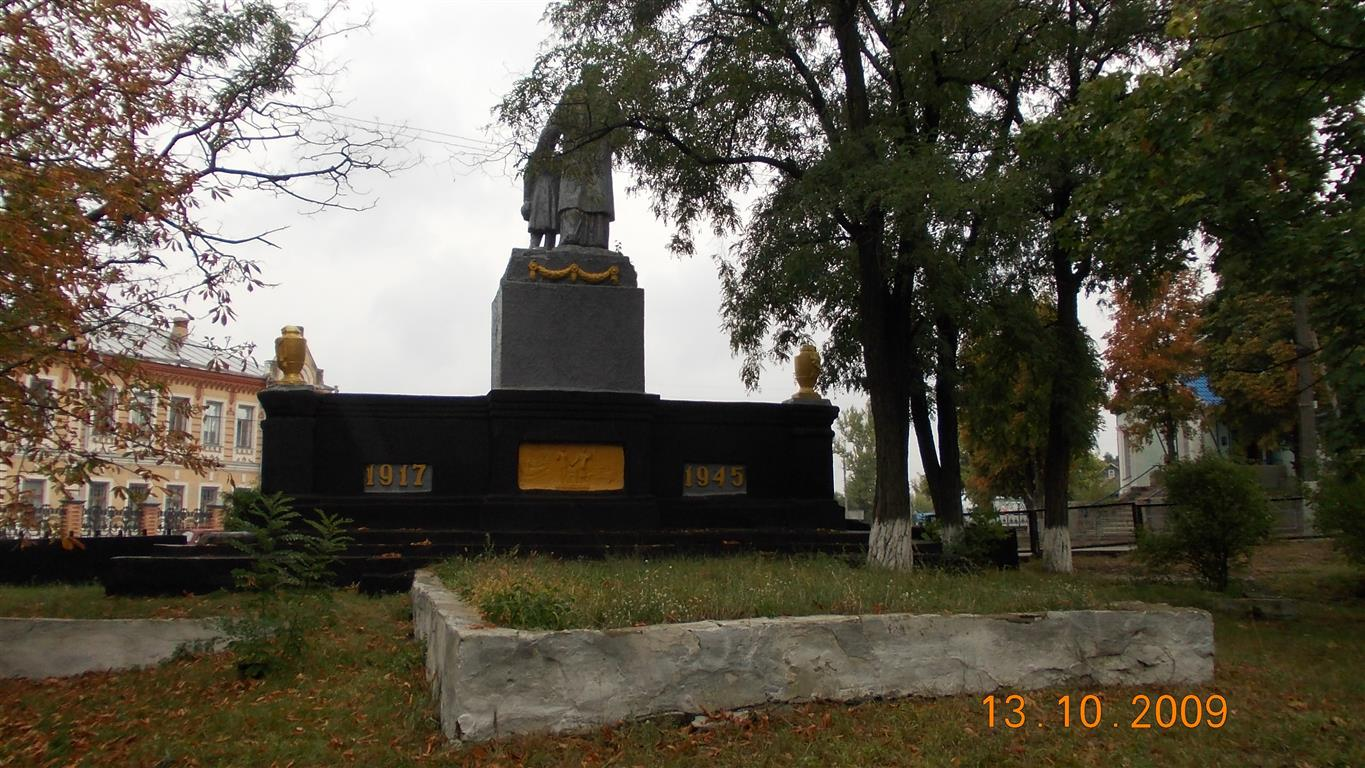
Братська могила 178 радянських вояків

В архітектурі селища виділяються три двоповерхові будинки другої половини XIX століття. Один з них, по вулиці Леніна, 65, був зведений як пересильна в'язниця. Тут в'язні, що йшли етапом з Ізюма на Харків, робили перепочинок. Сидів у цій пересилці і славний син українського народу поет Павло Арсенович Грабовський (1864—1902), багато інших політичних в'язнів. Ще й досі шлях, який веде з Савинців до Балаклії, люди називають етапним.
Цікаве походження двоповерхових будинків, у яких колись жили поміщики, а нині розміщені виконком Савинської селищної громади та житлово-комунальне господарство.
Колись на території сучасного парку була зведена дерев'яна церква. Задумали парафіяни замінити її цегляною, зібрали гроші, закупили в Ізюмі і перевезли у Савинці 300 тисяч штук цегли. Поміщики запросили з Харкова інженера-будівельника нібито для консультації, добре підпоїли його, дали солідного хабара та умовили сказати громаді, що цегла для будівництва церкви не придатна. Селяни повірили і не знали, що ж тепер його робити з цеглою? Тоді поміщики Середін та Отцович заявили, що вони «виручать» громаду, куплять у неї цеглу, але без вартості перевезення. Оскільки інших покупців не було, цеглу із збитком для громади продали поміщикам, які й збудували собі будинки, яким вже  понад 100 років.
Село постраждало внаслідок геноциду українського народу, проведеного урядом СРСР у 1932—1933 роках, кількість встановлених жертв у Савинцях та Довгалівці — 588 осіб.
1959 року Савинці отримало статус селища міського типу.
У 1962 році заснована Савинська цукроварня — одна з найбільших в Україні, яка переробляє 20 000 центнерів цукрового буряка на добу.
Станом на 1970 рік в селищі населення складало 8300 осіб. У 2008 році — 6830 мешканців.
12 червня 2020 року, відповідно до Розпорядження Кабінету Міністрів України  № 725-р «Про визначення адміністративних центрів та затвердження територій територіальних громад Харківської області», увійшло до складу Савинської селищної територіальної громади.
19 липня 2020 року, в результаті адміністративно-територіальної реформи та ліквідації Балаклійського району, селище увійшло до складу Ізюмського району.

## Населення

### Мова
Розподіл населення за рідною мовою за даними перепису 2001 року:
| Мова            | Кількість | Відсоток |
| --------------- | --------- | -------- |
| українська      | 5117      | 91.85%   |
| російська       | 411       | 7.38%    |
| білоруська      | 18        | 0.32%    |
| угорська        | 4         | 0.07%    |
| вірменська      | 3         | 0.05%    |
| гагаузька       | 1         | 0.02%    |
| німецька        | 1         | 0.02%    |
| румунська       | 1         | 0.02%    |
| інші/не вказали | 15        | 0.27%    |
| Усього          | 5571      | 100%     |

## Підприємства
- ВАТ «Савинський цукровий завод»;
- Балаклійський елеватор (Cargill), колишній Комбікормовий завод;
- Савинський елеватор.

## Культура
- Савинський Будинок культури
- Савинська дитяча бібліотека

## Персоналії
Історичні особи
- Талалай Леонід Миколайович (1941—2012) — український поет, народився в Савинцях.
- Тимофієнко Іван Васильович (1918—1986) — Герой Радянського Союзу.

Сучасники
- Тихий Іван Антонович (1927) — радянський маляр, член Союзу художників СССР
- Чигринов Дмитро Вікторович (1983—2014) — старший лейтенант Збройних сил України, учасник російсько-української війни.

## Галерея

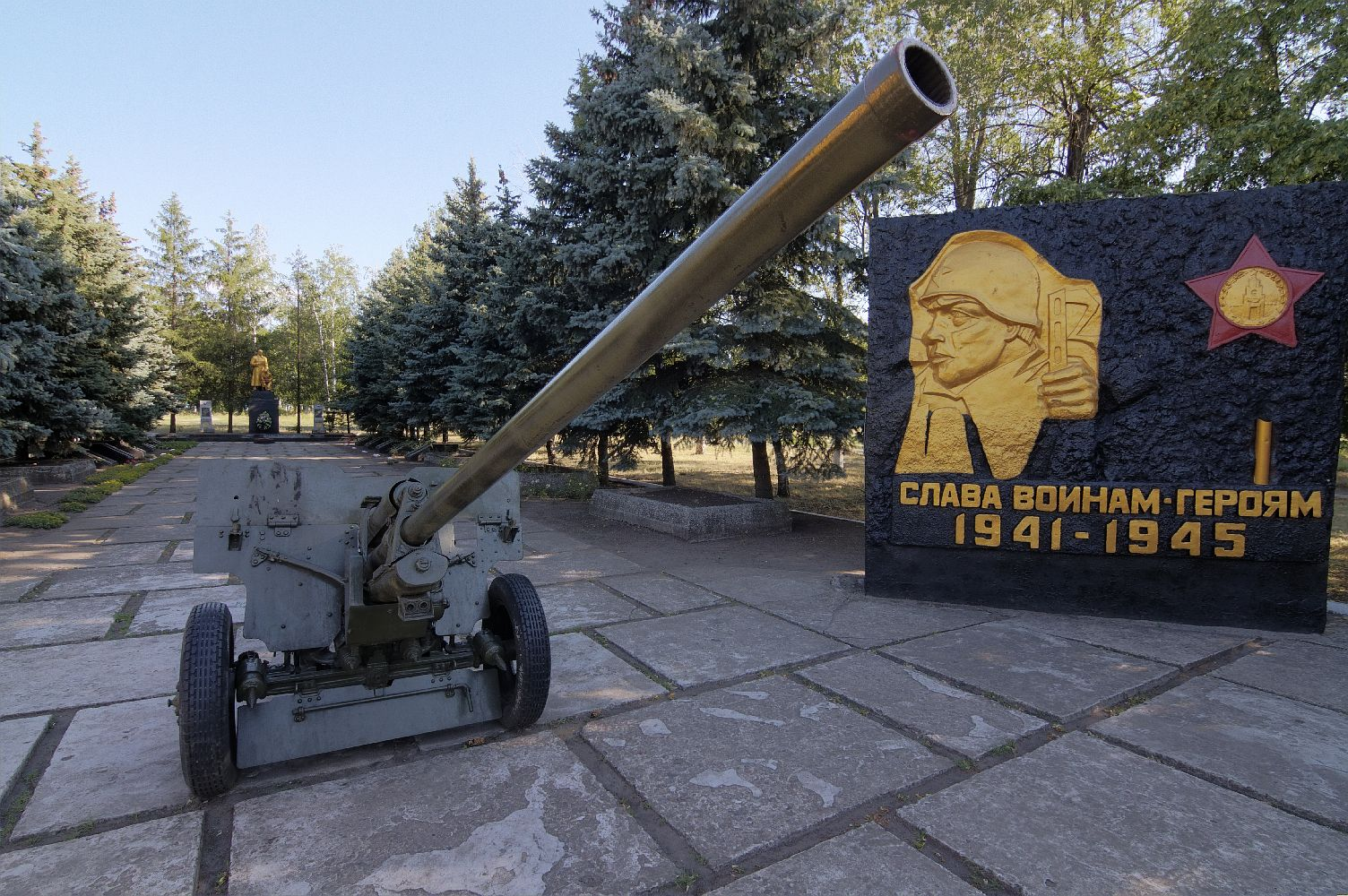
Братська могила 323 радянських вояків
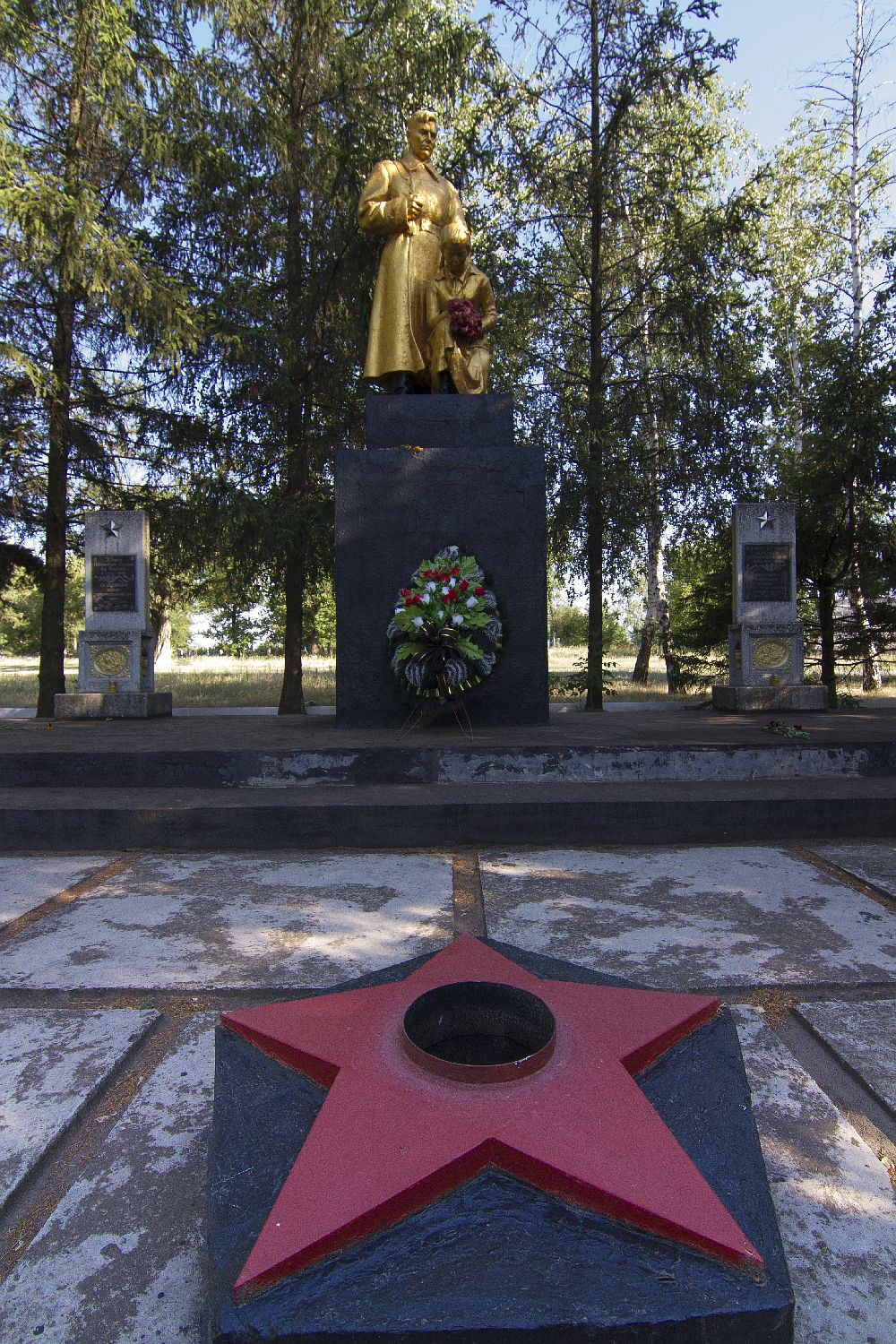
Пам'ятник полеглим радянським воїкам
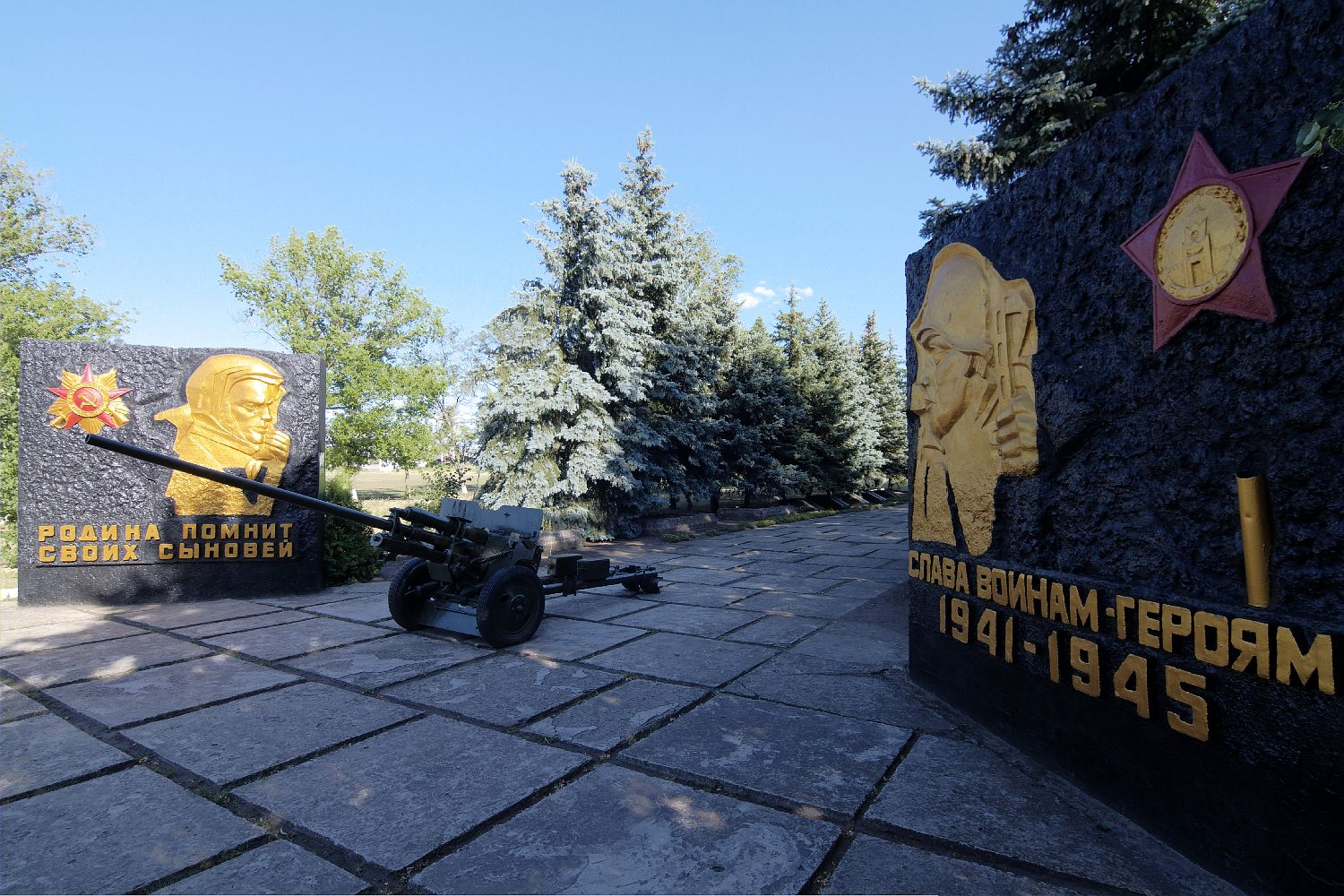
Меморіал загиблим воїнам